# George McGovern
George Stanley McGovern (Avon, Dakota del Sur, 19 de julio de 1922-Sioux Falls, Dakota del Sur, 21 de octubre de 2012) fue un político e historiador estadounidense.

## Biografía
McGovern se alistó como piloto de guerra en la Segunda Guerra Mundial, y por sus hazañas fue condecorado. Obtuvo un Ph.D. en historia en la Universidad Northwestern, Evanston, Illinois, y luego enseñó en la Universidad Dakota Wesleyan, Mitchell, Dakota del Sur. Fue congresista y senador de los Estados Unidos en 1956, 1962 y 1974, así como candidato presidencial demócrata durante la elección presidencial de 1972 que perdió ante el presidente Richard Nixon. que se presentaba a la reelección. McGovern ha sido probablemente el candidato presidencial demócrata de ideas más cercanas al socialismo de la historia de los Estados Unidos y que batió según sus detractores todas las marcas de radicalidad política anteriormente registradas en el país. Su programa en las elecciones de 1972 prometía el fin de la participación estadounidense en la guerra de Vietnam y la reducción del presupuesto militar, además de apoyar programas para combatir la pobreza, reconocer derechos civiles, e incluso la medida de descriminalizar la marihuana. McGovern logró la nominación por el Partido Demócrata tras una dura elección interna entre diez precandidatos, y pese a perder algunas importantes elecciones primarias, como la de Florida ante George Wallace. Cabe destacar que trabajaron para esta campaña los futuros políticos William Jefferson Clinton, Hillary Rodham Clinton y Gary Hart. Las elecciones del 7 de noviembre de 1972 dieron una victoria aplastante a Richard Nixon, con una diferencia de 60 % a 38 % en el voto popular y de 520 a 17 en los delegados electorales. Entre sus últimas actividades públicas se destacan: representante de los Estados Unidos ante la FAO en Roma, y Embajador Global de las Naciones Unidas contra el Hambre Mundial en el marco del Programa Mundial de Alimentos.